# إيسيدرو ديل برادو
إيسيدرو ديل برادو هو منافس ألعاب قوى فلبيني، ولد في 15 مايو 1959 في Barcelona, Sorsogon ‏ في الفلبين.

## وصلات خارجية
- إيسيدرو ديل برادو على موقع الاتحاد الدولي لألعاب القوى (الإنجليزية)
- إيسيدرو ديل برادو على موقع أوليمبيديا (الإنجليزية)